# Biorhiza
Biorhiza is een geslacht van vliesvleugelige insecten van de familie Echte galwespen (Cynipidae).

## Soorten
- B. cecconiana (Kieffer, 1901)
- B. pallida - (Aardappelgalwesp) (Olivier, 1791)